# 东北藨草
东北藨草（学名：Scirpus radicans），也称单穗藨草，为莎草科藨草属下的一个植物种。